# Zbraněves

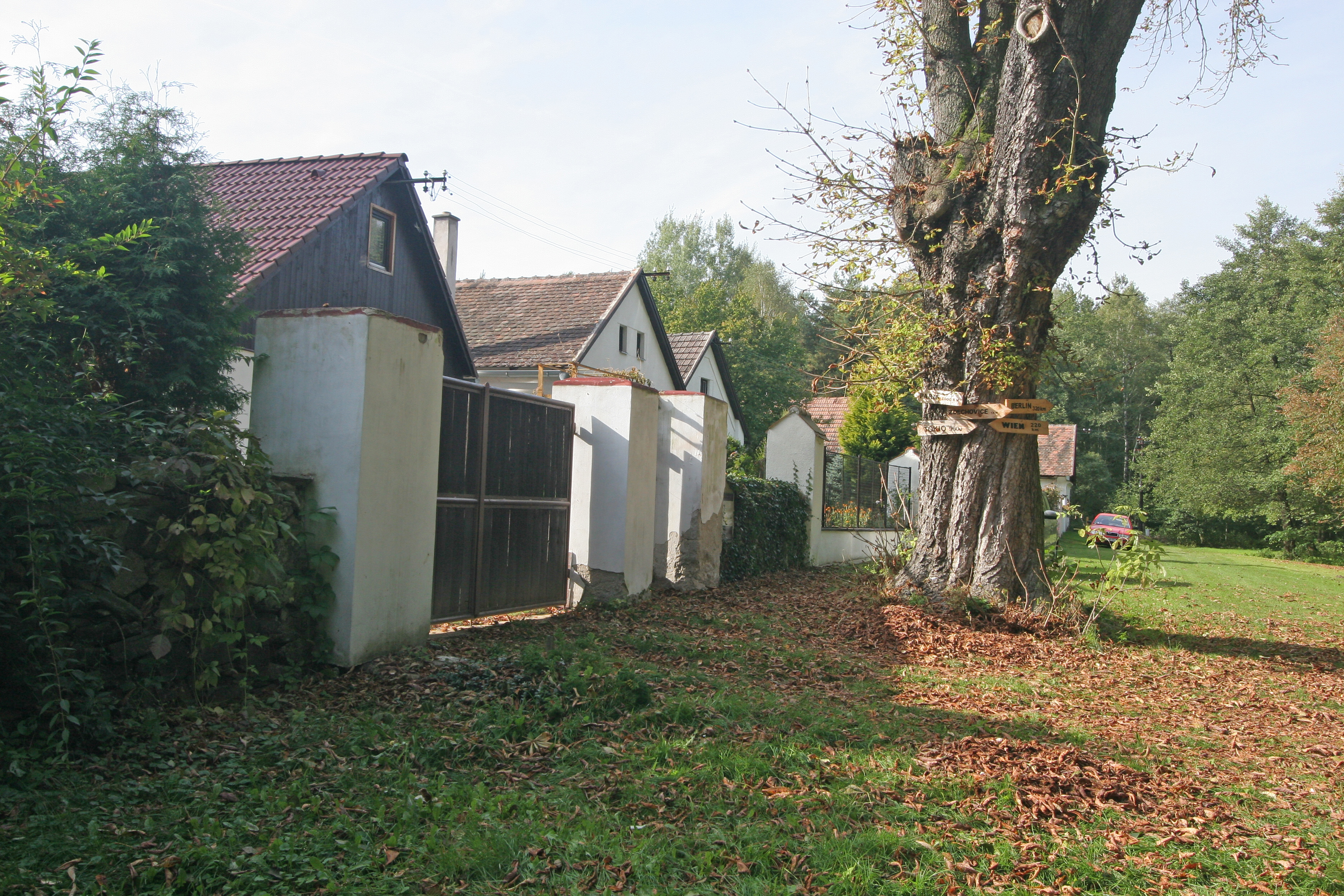
Zbraněves

Zbraněves (deutsch Sbraniewes, früher Zbraniowes) ist ein Ortsteil der Gemeinde Zdechovice im Okres Pardubice in Tschechien. Der Weiler liegt acht Kilometer südwestlich von Přelouč.

## Geographie
Zbraněves befindet sich in der zum Eisengebirge (Železné hory) gehörigen Chvaletická hornatina (Chwaletitzer Hügelland) im Wald Olšina. Nördlich des Ortes verläuft die Silnice I/2 zwischen Kutná Hora und Přelouč; Zbraněves verfügt jedoch nur über eine Wegeanbindung. Nordwestlich erhebt sich die Oklika (308 m n.m.), im Norden der Strážník (ehemals 268 m n.m.), die Felskuppe wird durch einen Granitsteinbruch größtenteils abgebaut. Östlich erstreckt sich das Gelände des ehemaligen sowjetischen Truppenübungsplatzes Zdechovice. Im Elbtal nördlich von Zbraněves steht das Kraftwerk Chvaletice.
Nachbarorte sind Trnávka im Norden, Řečany nad Labem im Nordosten, Zdechovice im Osten, Katovna und Morašice im Südosten, Vinice, Hajný, Podlesí, Svobodná Ves und Horka I im Süden, Borek, Horušice und Sulovice im Südwesten, Kobylnice und Bernardov im Westen sowie Strážník, Chvaletice und Hornická Čtvrť im Nordwesten.

## Geschichte
Die zur Herrschaft Žehušice gehörige Ansiedlung entstand als Ansiedlung von Bergleuten, die Eisenerz förderten und schmolzen. In der ersten Hälfte des 19. Jahrhunderts wurde der Eisenbergbau kurzzeitig wieder aufgenommen. Im Wald Na babách hatte zeitweilig der Räuber Wenzel Babinsky seinen Schlupfwinkel.
Im Jahre 1840 bestand das am Fuße des klippigen Hügels Strážník gelegene Dörfchen Zbraniowes aus vier Häusern, in denen 54 Personen lebten. Pfarrort war Zdechowitz.
Nach der Aufhebung der Patrimonialherrschaften bildete Zbraňoves ab 1849 einen Ortsteil der Gemeinde Horušice im Gerichtsbezirk Časlau. Am 2. Juni 1867 zerstörte ein Großfeuer alle vier Chaluppen in Zbraňoves. Ab 1868 gehörte der Weiler zum Bezirk Časlau. Auf Anordnung der Linguistischen Kommission in Prag wurde 1920 der Ortsname in Zbraněves abgeändert. In dieser Zeit ließ der Großgrundbesitzer Jan Zítek am Strážník einen Granitsteinbruch anlegen; die ab 1930 produzierten Pflastersteine fanden einen guten Absatz und wurden auch bei Elbregulierung verwendet. Bei Zbraněves entstand ein  kleiner Privatsteinbruch. 1949 wurde Zbraněves dem Okres Přelouč zugeordnet. Ab 1953 nutzte die Tschechoslowakische Armee das Schloss Zdechovice als Kaserne und legte im Wald zwischen Zdechovice und Zbraněves einen Übungsplatz an. Im Zuge der Gebietsreform von 1960 wurde der Okres Přelouč aufgehoben, die Gemeinde Horušice wurde dem Okres Kutná Hora zugeordnet. 1964 erfolgte die Auflösung der Gemeinde; Horušice wurde nach Žehušice eingemeindet, Zbraněves der Gemeinde Zdechovice im Okres Pardubice als Ortsteil zugeschlagen. Nachdem die Rote Armee 1969 die Kaserne Zdechovice übernommen hatte, entstand auf dem Truppenübungsplatz ein Autodrom. 1990 wurde der Truppenübungsplatz nach dem Abzug der Roten Armee aufgelöst.  Am 3. März 1991 hatte der Ort keine ständigen Einwohner; beim Zensus von 2001 lebte in den 4 Wohnhäusern von Zbraněves ebenfalls niemand dauerhaft.
Das letzte Gebäude auf dem 11,7 ha großen Truppenübungsplatz wurde 2012 abgerissen.

## Gemeindegliederung
Der Ortsteil Zbraněves ist Teil des Katastralbezirks Zdechovice.